# ライオンペット
ライオンペット株式会社はペット用品の製造・販売を行うライオンの関連会社である。

## 概要
当社は元々、旧・ライオン石鹸の関連会社であったライオン石鹸東京配給株式会社（らいおんせっけんとうきょうはいきゅう）である。その後、1946年4月にライオン商事株式会社に社名変更され、各種製品の販売を行ってきたが、現在はライオンやライオンハイジーンが業務を引き継いでおり、当社は1994年10月にかつての関連会社であったライオンインターナショナル株式会社から業務を引き継いだペット用品を事業として行っている。
2023年1月1日付で約77年ぶりに社名変更され、同時に本社を親会社のライオンと同住所へ移転したことで親会社と本社機能が一体化された。

## 沿革
- 1941年 - ライオン石鹸東京配給株式会社を会社設立。
- 1946年 - ライオン商事株式会社に商号変更。
- 1987年 - ドッグフード「ドッグメイト」を愛知県・三重県・岐阜県で先行発売。ペット用品の第1号製品となる。
- 1994年 - ライオンインターナショナル株式会社よりペット用品の営業を譲受。
- 2001年 - 介護用品事業を開始。
- 2014年 - 介護用品事業を終息し、ペット用品専業メーカーとなる。
- 2017年 - 動物病院専売の犬・猫向けオーラルケア製品をDSファーマアニマルヘルス株式会社（現:住友ファーマアニマルヘルス株式会社）と販売提携[2]。
- 2023年 - ライオンペット株式会社に商号変更し、同時に本社を親会社のライオンと同じ台東区蔵前一丁目の「JPライオンビルディング」へ移転[3]。